# Лаохэйшань
Лаохэйшань (кит. трад. 老黑山, упр. 老黒山) — щитовой вулкан, расположенный в Китае. Именно от него образовалось лавовое поле Удаляньчи. Представляет собой спящий вулкан, последнее извержение которого было в 1719—1721 годах. На дне кратера располагается озеро диаметром 5 метров. Высота вулкана — около 600 метров.